# Mycetia rivicola
Mycetia rivicola är en måreväxtart som beskrevs av William Grant Craib. Mycetia rivicola ingår i släktet Mycetia och familjen måreväxter. Inga underarter finns listade i Catalogue of Life.